# Liste des centrales électriques en Sierra Leone
Cette page répertorie les centrales électriques de la Sierra Leone.

## Contexte
Le Sierra Leone est l'un des rares États indépendants à devoir se passer presque entièrement de la production d'énergie publique. La majorité de la population n'a pas de connexion au réseau électrique. 
En juillet 2017, la capitale Freetown, ne peut fournir qu'environ quatre heures d'électricité par jour. Il y a également des coupures de courant fréquentes.
Ce n'est que depuis 2013 qu'il existe une première centrale électrique publique avec la centrale hydroélectrique de Bumbuna-Stausee. Au niveau des ménages, l'alimentation électrique est largement basée sur le générateur diesel individuel
.
Le recensement de 2015 a révélé que seuls environ 6 450 ménages avaient accès à l'électricité soit 0,5% .  D'autres sources affirment que 1% de la population du pays est raccordée au réseau électrique; dans les villes c'est autour de 12% .  D'ici 2025, tous les résidents devraient avoir accès à l'électricité.

## Liste de centrales par type d'énergie

### Hydro-électrique
| Station hydroélectrique                         | Type             | Capacité | Terminé         | Nom du réservoir     | rivière           |
| ----------------------------------------------- | ---------------- | -------- | --------------- | -------------------- | ----------------- |
| Centrale hydroélectrique de Bumbuna             | Réservoir        | 50 MW    | 2009            | Réservoir de Bumbuna | Rivière Rokel     |
| Hydroélectricité de Bankasoka ( Port Loko )     | Cours de rivière | 3 MW     | 2017            | N / A                | Rivière Bankasoka |
| Mini-barrage hydroélectrique de Charlotte Falls |                  | 2,2 MW   |                 |                      | Rivière Orugu     |
| Mini barrage hydroélectrique Dodo               | Cours de rivière | 6 MW     | 2007 (amélioré) |                      |                   |
| Barrage de Makali                               |                  | 120kw    |                 |                      |                   |
| Mini barrage hydroélectrique de Yele            |                  | 250kw    |                 |                      |                   |

### Energie thermique
| Centrale thermique                  | Communauté | Coordonnées                               | Type de carburant | Capacité | Terminé | Propriétaire                         | Remarques                               |
| ----------------------------------- | ---------- | ----------------------------------------- | ----------------- | -------- | ------- | ------------------------------------ | --------------------------------------- |
| Centrale électrique King Tom Diesel | Freetown   | 8°29′34″N 13°14′51″W / 8.4929°N 13.2474°W | Gas-oil           | 50 MW    |         | Sierra Leone Electricity Corporation |                                         |
| Centrale thermique de Port Loko     | Port Loko  |                                           | Fioul lourd       | 30 MW    |         |                                      | Premiers pas et Shamshi Private Limited |
| Sunbird Bioenergy                   | Makeni     |                                           | La biomasse       | 32 MW    |         | Sunbird Bioenergy Sierra Leone       |                                         |

### Solaire
| Centrale solaire       | Communauté | Coordonnées | Capacité | Terminé | Propriétaire | Remarques |
| ---------------------- | ---------- | ----------- | -------- | ------- | ------------ | --------- |
| Parc solaire de Newton | Freetown   |             | 6 MW     |         |              |           |
| Mini grille Segbwema   | Kailahun   |             | 127kw    |         |              |           |
| Mini grille Panguma    | Kenema     |             | 66kw     |         |              |           |
| Mini grille Gbinti     | Karene     |             | 79kw     |         |              |           |